# Werderhaus Berlin

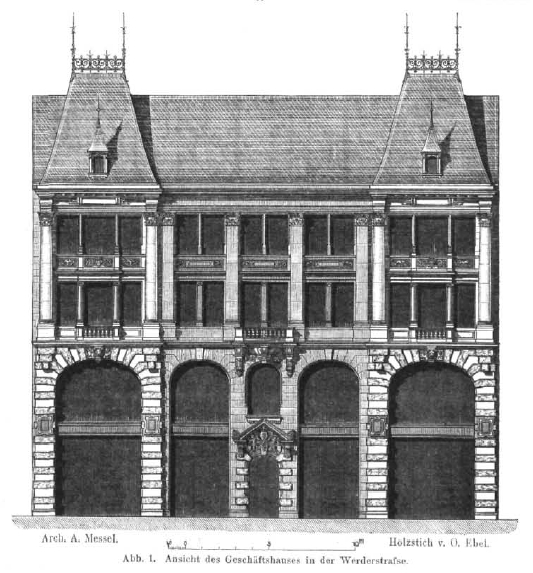
Werderhaus, Fassade des Bauteils an der Werderstraße

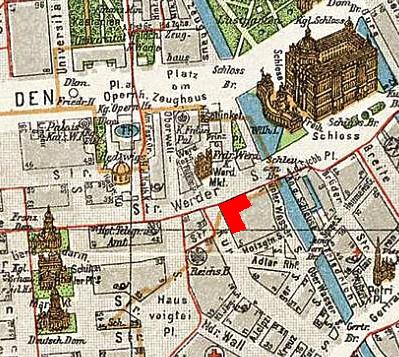
Werderhaus (rot markiert), Ausschnitt aus dem Pharus-Stadtplan von 1905

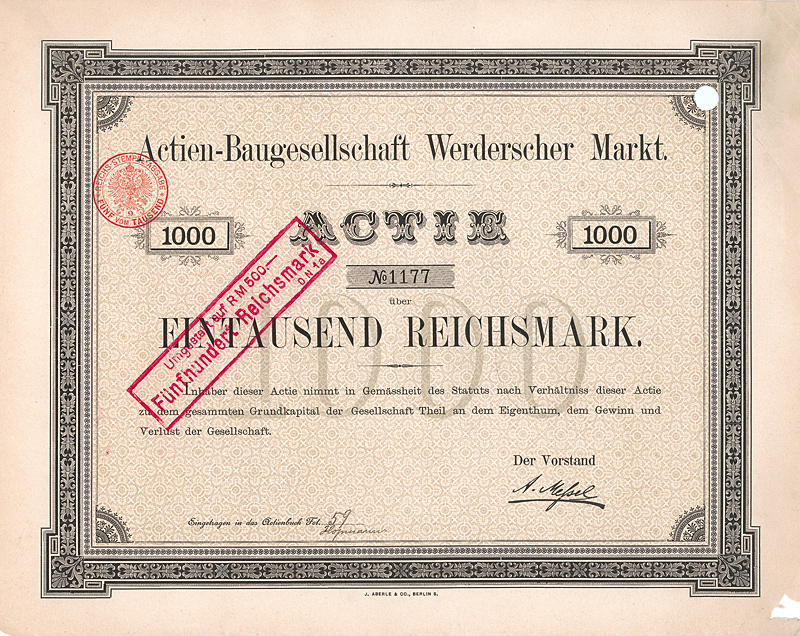
Aktie über 1000 Mark der Actien-Baugesellschaft Werderscher Markt von 1886

Das Werderhaus am Werderschen Markt in Berlin war eine aus fünf Einzelgebäuden bestehende Geschäftshaus-Gruppe, die 1886–1888 nach Entwürfen des Architekten Alfred Messel errichtet wurde. Nach erheblichen Kriegsschäden wurde die Ruine 1952 abgerissen. Heute befindet sich an dieser Stelle der Neubau des Auswärtigen Amtes.

## Grundstück und Umgebung
Auf dem Grundstückskomplex, auf dem das Werderhaus errichtet wurde, befanden sich zuvor
- im nördlichen Teil ursprünglich das Friedrichswerdersche Rathaus, das 1794 abbrannte und 1798–1800 durch einen Erweiterungsbau für die Preußische Münzprägeanstalt, die später so genannte Alte Münze, ersetzt wurde,
- und im südlichen Teil das Fürstenhaus, ein repräsentatives Palais, das als Gästehaus der preußischen Regierung diente.

Diese bestehenden Gebäude wurden im Sommer 1886 abgerissen.
Nördlich des Werderhauses befanden sich zwei von Karl Friedrich Schinkel errichtete Bauten, die Bauakademie und die Friedrichswerdersche Kirche. Östlich grenzte das Werderhaus an die Neue Münze. Westlich, am Werderschen Markt, befand sich das Kaufhaus Gerson.

## Bauherr
Bauherr des Werderhauses war die 1886 zur Finanzierung des Projekts gegründete Actien-Baugesellschaft „Werderscher Markt“, die zunächst die Grundstücke Werderscher Markt 10 und Werderstraße 7 erwarb. Das von der Gesellschaft erbaute Werderhaus war das erste von Alfred Messel entworfene Geschäftshaus, zugleich war Messel auch Vorstand der Aktiengesellschaft.

## Baubeschreibung
Das Werderhaus bestand eigentlich aus fünf Einzelbauten, weshalb gelegentlich auch im Plural von „den Werderhäusern“ gesprochen wurde. Dieses Konzept sollte eine bessere Vermietbarkeit der gesamten Anlage gewährleisten. Die Einzelhäuser sollten verschiedenen Bedürfnissen gerecht und getrennt vermietet werden. Das Werderhaus erstreckte sich in L-Form entlang der damaligen Werderstraße und am Werderschen Markt. Das Eckhaus war diagonal angeschnitten und bot dadurch einem Eingang Platz. Der Fassadenschmuck stammte von den Bildhauern Otto Lessing und Nikolaus Geiger.

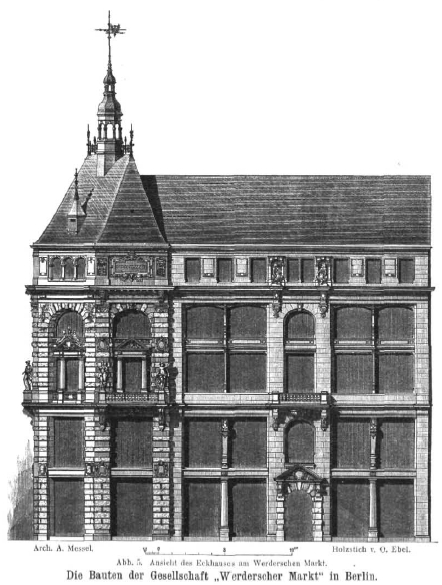
Werderhaus, Fassade des Eckhauses zum Werderschen Markt
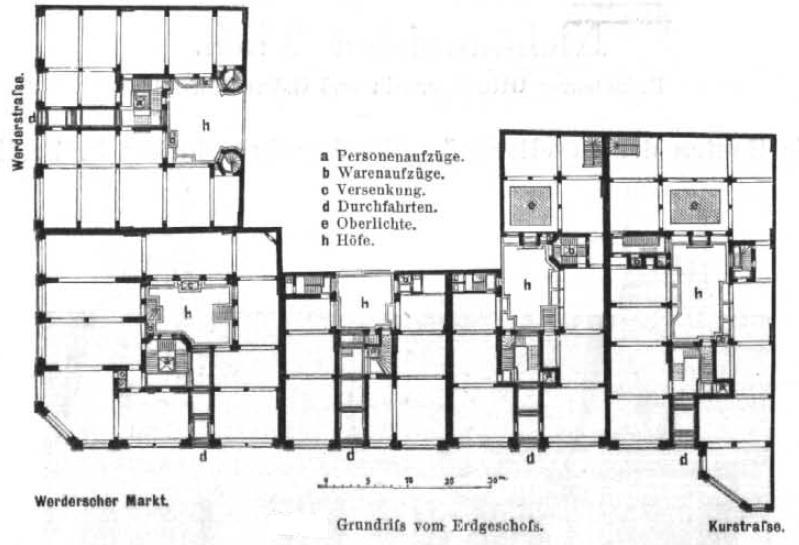
Werderhaus, Erdgeschoss-Grundriss
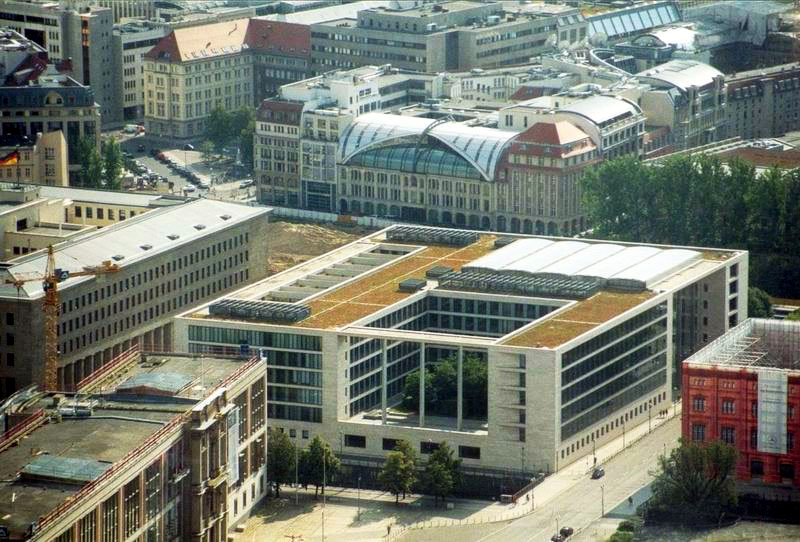
Neubau des Auswärtigen Amtes an gleicher Stelle, Blick von Nordosten (wohl vom Fernsehturm), 2004

## Abriss und heutige Situation
Das Werderhaus erlitt – wie der größte Teil seiner Umgebung – bei den Luftangriffen des Zweiten Weltkriegs schwere Schäden. Zwischen 1949 und 1952 wurden die Ruinen der Neuen Münze und des Werderhauses abgerissen, um einem Vorplatz vor dem Erweiterungsbau der Reichsbank aus den 1930er Jahren Platz zu machen. In dem Reichsbank-Erweiterungsbau residierte zwischen 1949 und 1990 das Zentralkomitee der SED. Seit dem Jahr 2000 nutzt das Auswärtige Amt das Gebäude, das saniert und durch einen Neubau an dieser Stelle erweitert wurde.